# Achern
Achern är en stad i Ortenaukreis i regionen Südlicher Oberrhein i Regierungsbezirk Freiburg i förbundslandet Baden-Württemberg i Tyskland.  Staden har cirka 27 000 invånare. Genom staden flyter floden Acher.
Staden ingår i kommunalförbundet Achern tillsammans med kommunerna Lauf, Sasbach och Sasbachwalden.